# Homogenic
Homogenic je treći studijski album islandske glazbenice Björk. Album je 22. rujna 1997. godine objavila diskografska kuća One Little Indian Records. Producenti albuma su Björk, Mark Bell, Guy Sigsworth, Howie B i Markus Dravs. Glazba na Homogenicu u stilskom je smislu za Björk bila nova; usredotočila se na skladbe sličnog zvuka koje spajaju elektroničke beatove i gudačka glazbala s pjesmama posvećenima njezinoj domovini, Islandu. Homogenic je izvorno trebao biti produciran u njezinom kućnom studiju u Londonu, ali je kasnije snimljen u Španjolskoj. Homogenic je označio prvu od nekoliko produkcijskih suradnji Björk i Marka Bella, za kojeg će Björk kasnije reći da je veoma utjecao na njezinu glazbenu karijeru. Album se pojavio na dvadeset i osmom mjestu ljestvice Billboard 200 i četvrtom mjestu ljestvice britanskih albuma.
Pet je singlova objavljeno s Homogenica: "Jóga", "Bachelorette", "Hunter", "Alarm Call" i "All Is Full of Love". Homogenic je dobio pozitivne kritike nakon objave, a kritičari ga i danas hvale; Sal Cinquemani iz časopisa Slant Magazine komentirao je da "ako [Homogenic] nije najbolji album elektroničke glazbe svih vremena, onda je zasigurno najbolji iz svog desetljeća".

## Snimanje

### Snimanje u Maidi Vale
Nakon opsežne turneje 1996. godine Björk se vratila kući u Maidi Vale i započela skladati nove pjesme, što joj je bio oblik terapije. Pozvala je inženjera zvuka Markusa Dravsa u svoj kućni studio kako bi počeli raditi na novim pjesmama. Željela je stvoriti album "jednostavnog zvuka" i "samo jednog okusa". Radno je ime albuma bilo Homogeneous, ali ga je Björk nedugo zatim promijenila u Homogenic.
To je razdoblje snimanja bilo neformalno, te je tako Björk Dravsu na albumu omogućila kreativnu slobodu. Björk je jedino napuštala studio kako bi kuhala jela za oboje. Jedna od prvih pjesama koja je nastala tijekom tog razdoblja jest "5 Years", za koju je Dravs stvorio brzi ritam. Rad na Homogenicu naknadno je obustavljen zbog medijske senzacije koju je prouzročilo samoubojstvo Björkina uhoditelja, Ricarda Lópeza. Kako bi se nosila sa stresom prouzročenog bivanjem kod kuće tijekom tog incidenta, Björk se zamislila kao protagonisticu španjolske sapunice. Taj je lik nadahnuo pjesmu "So Broken" koju je pjevala samoj sebi u kuhinji. Ta je skladba kasnije uvrštena na japansku inačicu albuma.

### Snimanje u Málagi
Kako bi mogla snimati u privatnosti, daleko od iznenadne neželjene medijske pozornosti, Björk je njezin turnejski bubnjar, Trevor Morais, ponudio da snima u njegovom studiju u Španjolskoj. Björk je otputovala u Málagu i dogovorila susret s flamenco gitaristom Raimundom Amadorom. U početku je u Málagi htjela ostati samo nakratko, ali je ondje kasnije odlučila snimiti cijeli Homogenic. Otišla je na posljednji izlet izvan države prije nego što je ostala u Španjolskoj. Kao što je činila prije preseljenja u London, Björk se za Božić vratila na Island. Tamo je skladala nove skladbe za Homogenic, uključujući i pjesmu "Jóga". Prije nego što se vratila u Španjolsku kako bi nastavila sa snimanjem albuma, Björk je otišla na dvotjednu svjetsku turneju za tisak kako bi podržala Telegram, album njezinih remiksanih skladbi koji je tad objavljen.
Nakon što se vratila u španjolski studio krajem siječnja, Björk je odlučila prestati surađivati s producentom Neleeom Hooperom, koji je bio producent albuma Debut i Post, jer je smatrala da su se "prestali uzajamno iznenađivati". Prvotno je htjela biti jedina producentica albuma, ali je na koncu zatražila pomoć suradnika poput Dravsa, Howieja B, Guya Sigswortha i LFO-ovog Marka Bella. Howie B radio je s Björk na Debutu i Postu, a Sigsworth je na Postu svirao čembalo. Američka je hip hop grupa Wu-Tang Clan zamalo doprinijela produkciji Homogenica, ali na kraju nije uspjela jer je na uratku Wu-Tang Forever morala raditi dulje od predviđenog. Većinu je melodija osmislila Björk, koja je tada skladala gudačke dionice na  klavijaturama marke Casio i donijela ih programerima koji bi im podarili ritmičke uzorke. Björk je željela da Mark Bell surađuje s njom i na albumima Debut i Post; Bell je zaslužan za veći dio produkcije; radio je na pjesmama poput "Pluto" i "Alarm Call", kao i na basističkoj dionici na skladbi "Jóga". Björk je izjavila da "ima povjerenja i poštuje ono što [Bell] radi za mene. Kad bih trebala reći tko me najviše nadahnuo, rekla bih Stockhausen, Kraftwerk, Brian Eno i Mark Bell". Tijekom produkcije korištene su i netipične metode snimanja, među kojima je snimanje izvan studija, na trijemu, prema Björkinoj želji, i korištenje neprofesionalaca koji bi pripomogli pri produkciji; Rebecca Storey izvorno je zaposlena kao dadilja, ali je naknadno uvrštena na popis produkcijskog tima nakon što ju je zainteresirala oprema.
Gudački je aranžman bio dodan pri kraju snimateljskog procesa. Björkin je prijatelj Eumir Deodato dirigirao, transkribirao i skladao izvorne komade za par pjesama koje Björk nije aranžirala. Kako bi nastavila islandsku tematiku albuma, Björk je zaposlila Islandski gudački oktet. U lipnju 1997. godine album je valjalo predati diskografskoj kući zbog kašnjenja, a Björk nije bila posve zadovoljna konačnim popisom pjesama i nekim snimljenim vokalima.

## Glazbeni stil
Prije nego što je započela produkcija Homogenica, Björk je željela stvoriti album "jednostavnog zvuka" i "samo jednog okusa". Heather Phares s mrežnog mjesta AllMusic opisala je Homogenicov zvuk kao "spoj hladnih gudača, zamuckivajućih, apstraktnih beatova i jedinstvenih novina kao što su harmonika i staklena harmonika". Stilistički, album se razlikuje od njezina prethodna dva studijska izdanja, zbog čega je Neva Chonin iz Rolling Stonea izjavila da će "sigurno biti težak obožavateljima koji tragaju za slatkim melodijama i energičnim plesnim kolažima njezinih ranijih izdanja". Kao što je bio slučaj i s ostalim Björkinim radovima, kritičarima je bilo teško odrediti glazbeni žanr Homogenica. Tiny Mix Tapes smatrao je da je "Björk uspjela stvoriti nešto tako osvježavajuće jedinstveno da bi pokušaj za kategoriziranjem i etiketiranjem glazbe bio vrlo dvojben." Pišući za Beats Per Minute Cole Zercoe izjavila je da Homogenic predstavlja vrhunac trip hopa i da je s Mezzanineom Massive Attacka i Portisheadovim Dummyjem stvorio "svojevrsno presveto trojstvo te glazbene estetike".
Björk je željela da Homogenic zadrži konceptualni fokus na njezin rodni Island. Producent Markus Dravs prisjetio se da je Björk htjela da zvuči poput "grubih vulkana s nježnom mahovinom koja raste na njemu..." U intervjuu za Oor Björk je objasnila da se "na Islandu sve vrti oko prirode 24 sata dnevno. Potresi, mećave, kiše, led, vulkanske erupcije, gejziri... Sve je vrlo elementarno i neobuzdano. Međutim, s druge je strane Island nevjerojatno suvremen; napredna je tehnologija posvuda. Broj ljudi koji posjeduju računalo viši je nego bilo gdje drugdje u svijetu. Ta je suprotnost također i na Homogenicu. Elektronički su beatovi ritam, otkucaji srca. Violine stvaraju staromodnu atmosferu, kolorit."
Björkini vokali na Homogenicu rangiraju od primitivnih vriskova do tradicionalne pjevačke metode kojom se koriste islandski zborski pjevači, što je spoj govora i pjevanja; primjer te metode ilustriran je u pjesmi "Unravel". Većina skladbi na Homogenicu sadrži tekstove o ljubavi i propalim vezama. Pjesma "Jóga" napisana je u počast Björkinoj istoimenoj najboljoj prijateljici i maserki na turneji. Björk je komentirala da je "All is Full of Love" pjesma o "vjerovanju u ljubav" i da "ljubav nije samo između dvoje ljudi. Ona je svugdje oko tebe". "All Neon Like" sadrži djeliće Björkine poeme pod imenom "Techno Prayer" koju je napisala 1996. godine. Skladba "5 Years" pojavila se u koncertnom obliku par tjedana nakon što je prekinula s glazbenikom Trickyjem i glazbeni su je novinari smatrali odgovorom na taj prekid. "Bachelorette" je izvorno napisana za film Zavodljiva ljepota redatelja Bernarda Bertoluccija. Björk je kasnije Bertolucciju poslala faks, u kojem ga je obavijestila da će ipak iskoristiti tu pjesmu za svoj album. "Bachelorette" i "Jóga" napisane su u suradnji s islandskim pjesnikom Sjónom jer se Björk željela služiti velebnim tekstovima. "Immature" govori o pogreškama u prethodnim vezama i napisana je ubrzo nakon prekida s Goldiejem. Björk je rekla da "Pluto" govori o "teškom pijanstvu, toj želji da uništiš sve kako bi mogao početi iznova". "Unravel" je pjesma koja opisuje žalovanje za ljubavlju s kratkim trenutcima nadanja.

## Naslovnica
Teme pjesama na albumu prikazane su i na njegovoj naslovnici koju je dizajnirao Alexander McQueen. Björk je pristupila McQueenu i objasnila mu da je osoba koja je napisala pjesme na Homogenicu netko tko je "morao postati ratnik. Ratnik koji se nije borio oružjem, nego ljubavlju. Imala sam 10 kilograma kose na glavi, posebne kontaktne leće, manikuru koja me sprečavala u tome da jedem prstima, platnenu ljepljivu traku oko struka i visoke klompe zbog kojih nisam mogla lagano hodati".

## Popis pjesama
| 1.    | »Hunter«              | Björk       | Björk                | Björk, Mark Bell | 4:11 |
| 2.    | »Jóga«                | Björk, Sjón | Björk                | Björk, Bell      | 5:02 |
| 3.    | »Unravel«             | Björk       | Björk, Guy Sigsworth | Björk, Sigsworth | 3:25 |
| 4.    | »Bachelorette«        | Sjón        | Björk                | Björk            | 5:16 |
| 5.    | »All Neon Like«       | Björk       | Björk                | Björk, Bell      | 6:01 |
| 6.    | »5 Years«             | Björk       | Björk                | Björk, Bell      | 4:31 |
| 7.    | »Immature«            | Björk       | Björk                | Bell             | 3:09 |
| 8.    | »Alarm Call«          | Björk       | Björk                | Björk, Bell      | 4:25 |
| 9.    | »Pluto«               | Björk       | Björk, Bell          | Björk, Bell      | 3:25 |
| 10.   | »All Is Full of Love« | Björk       | Björk                | Howie B          | 4:29 |
| 43:35 |                       |             |                      |                  |      |

## Objava
Album je objavljen poslije prvotnog roka koji je zadao One Little Indian Records. Björk je kasnila s njime, a dizajn naslovnice albuma koju je izradio Nick Knight trebalo je ponovno izraditi. Krajem kolovoza 1997. One Little Indian odgodio je album za jedan mjesec. Homogenic je objavljen 22. rujna 1997. godine pod licencijom One Little Indian u Ujedinjenom Kraljevstvu i 23. rujna pod licencijom Elektra Records u Sjevernoj Americi na CD-u i kazeti. Album je kasnije objavljen i u vinilnoj i DualDisc inačici. Japanska verzija Homogenica sadrži nekoliko bonus skladbi i remiksane inačice pjesama. DualDisc izdanje sadrži cijeli album na CD-u, a DVD sadrži album sa superiornom kvalitetom zvuka i glazbene spotove za singlove.
Album se u SAD-u našao na ljestvicama 11. listopada 1997. i na njima ostao devet tjedana, a najviše mjesto koje je zauzeo jest 28. mjesto. Homogenic je u Kanadi ostao jedan tjedan na ljesticama, gdje se našao na 20. mjestu. U Ujedinjenom se Kraljevstvu Homogenic 4. listopada 1997. našao na ljestvicama i na njima ostao 13 tjedana, a zauzeo je četvrto mjesto. Od deset je pjesama s Homogenica njih pet objavljeno kao singl. Glazbeni je spot za pjesmu "Jóga", koji je režirao Michel Gondry, snimljen sredinom 1997. godine i prvi je singl s albuma. "Bachelorette" je objavljena u prosincu 1997., a i glazbeni spot za tu pjesmu režirao je Gondry. Dva su singla objavljena 1998. godine: "Hunter", čiji je spot režirao Paul White, i "Alarm Call", čiji je videozapis režirao Alexander McQueen. Konačni singl s Homogenica je "All Is Full of Love", objavljen 1999. godine, a glazbeni spot za tu pjesmu režirao je Chris Cunningham. "Jóga" je jedini singl koji se nije našao na ljestvicama u Ujedinjenom Kraljevstvu, a "All Is Full of Love" jedini je singl koji se pojavio na ljestvicama u SAD-u – našao se na osmom mjestu ljestvice Hot Dance Singles Sales. U Kanadi je Udruženje diskografske industrije Kanade Homogenicu 12. lipnja 1998. dodijelilo zlatnu nakladu, a u SAD-u je RIAA albumu dodijelila zlatnu nakladu 31. kolovoza 2001.

## Recenzije
Homogenic je od objave dobio pohvale kritičara, osvojio nekoliko nagrada, a pojavio se i na nekoliko ljestvica najboljih albuma. Nominiran je u kategoriji Najbolje izvedbe alternativne glazbe na dodjeli nagrade Grammy 1998. godine, ali je nagradu na koncu dobio Radioheadov OK Computer. Glazbeni je spot Michela Gondryja za pjesmu "Bachelorette" nominiran za Najbolji kraći glazbeni spot na dodjeli nagrada Grammy 1999. godine, ali je nagradu ipak osvojio spot Jonasa Åkerlunda za Madonninu pjesmu "Ray of Light". Homogenic je Björk donio nagradu za Najbolju međunarodnu ženu na dodjeli nagrada Brit; kad je prihvatila nagradu, izjavila je: "Ja sam zahvalni grejp".
Izvorne su kritike bile vrlo pozitivne. David Browne iz Entertainment Weeklyja izjavio je da je "Homogenic mogao biti dosadan i monoton – Sting koji je operacijom promijenio spol. On dokazuje Bjorkinu dosljednu čudnost koja pokazuje da čak i prijelaz u odraslu dob može biti prekrasno iskrivljen". Neva Chonin iz Rolling Stonea smatrala ga je "jednim od najhrabrijih – i najuzbudljivijih – albuma godine". NME-ov je Ted Kessler pohvalio Homogenic, komentirajući da je Björkin najbolji album i "njezino najosjećajnije, najintenzivnije i najuzbudljivije djelo, kao i bockajući, pustolovni trijumf." Heather Phares iz AllMusica komentirala je da je album osjećajniji od bilo kojeg prethodnog Björkinog rada i nazvala ga je "besprijekornim spojem hladnih gudača, zamuckivajućih, apstraktnih beatova i jedinstvenih novina kao što su harmonika i staklena harmonika."
Negativniju je recenziju napisao Stephen Thompson s mrežnog mjesta The A.V. Club, koji je rekao: "Homogenic je dovoljno pomodan i neumorno kreativan, što se moglo i očekivati, ali rijetko kad daje Björkinim pjesmama priliku da se istaknu".

## Turneja
Budući da je objava Homogenica bila odgođena jedan mjesec, na njegovoj turneji publika nije bila upoznata s novim pjesmama jer još nije bio objavljen. Turneja je počela početkom rujna s pratećom grupom koju je činio samo Mark Bell, a koncerti su održani u Njemačkoj, Nizozemskoj, Francuskoj, Belgiji, Španjolskoj i Engleskoj. Ti nastupi bili su samo kratkotrajni koncerti koji su trajali otprilike pola sata i sastojali su se isključivo od novog materijala. Druga je turneja započela krajem listopada i trajala je kraće od mjesec dana. Koncerti te turneje održali su se u Italiji, Švicarskoj, Francuskoj, Engleskoj, Škotskoj, Njemačkoj, Irskoj i Danskoj. Krajem studenog Björk je dijagnosticirana infekcija bubrega i, iako je još bila zdrava, doktor joj je preporučio trotjedni odmor, zbog čega je morala otkazati svoju američku turneju. Godine 1998. najavljena je sjevernoamerička turneja s Radioheadom, ali je kasnije otkazana zbog teškoća pri mijenjanju pozornice između koncerata. Björk je otišla na još jednu turneju sredinom 1998. i tijekom nje održala koncerte diljem Europe i izvan kontinenta u drugim zemljama, među kojima su Čile, Brazil i Argentina. Jedan od potpornih izvođača na dijelovima turneje bio je elektronski glazbenik µ-Ziq.

## Komercijalni uspjeh
Album se našao na šestom mjestu australske ljestvice albuma 12. listopada 1997. godine. Spustio se na 45. mjesto nakon što je na ljestvici proveo pet tjedana. Homogenic se istog dana pojavio na osmom mjestu novozelandske ljestvice albuma. Popeo na šesto mjesto 19. listopada 1997., ali se spustio nakon što je na ljestvici proveo šest tjedana.
Album je u digitalnoj inačici u Sjevernoj Americi objavljen 3. kolovoza 2004. Pojavio se na dvadeset i osmom mjestu ljestvice Billboard 200. Na njoj je ostao devet tjedana i njegova je zadnja pozicija bila na broju 164. Postigao je zlatnu nakladu u SAD-u 1. kolovoza 2001. godine jer je bio prodan u više od 500.000 primjeraka. Pojavio se na dvadesetom mjestu kanadske ljestvice albuma i tako postao prvi Björkin album koji se našao na kanadskoj Billboardovoj ljestvici i na njoj proveo jedan tjedan. Kanadska glazbena industrija 12. mu je lipnja 1998. dala zlatnu nakladu.

## Nasljeđe
Američki su kritičari Homogenic postavljali na visoka mjesta u anketama za najbolji album godine. U anketi Pazz & Jop časopisa The Village Voice album se 1997. godine našao na devetom mjestu. Spin je uvrstio album na četvrto mjesto svojeg popisa "Top 20 albuma godine". Britanski su kritičari također uvrštavali album na slične ankete; Melody Maker postavio je album na trideset i treće mjesto svojeg popisa "Albuma godine", a NME je uvrstio album na 15. mjesto svoje ankete kritičara. Kasnije su recenzije albuma također uglavnom bile pozitivne. Philip Sherburne iz glazbenog mrežnog časopisa Pitchfork dodijelio je Homogenicu 10 od 10 bodova i izjavio da "je pokazivao novu, usredotočenu stranu glazbenice dok je istovremeno prigrljivao sve njezine najprovokativnije suprotnosti." Godine 2002. Homogenic se pojavio na desetom mjestu popisa "Najboljih elektroničkih albuma 20. stoljeća" časopisa Slant Magazine. Godine 2003. Homogenic je postavljen na 21. mjesto Pitchforkovog popisa najboljih stotinu albuma iz 1990-ih; Pitchfork je komentirao da je "jedan od najsavršenije oblikovanih albuma bilo kojeg doba i u potpunosti je moguće da se Björk više nikad neće približiti ovoj razini dosljedne očaravajuće ljepote". Godine 2007. Slant Magazine albumu je dao najveću moguću ocjenu, pet od pet zvjezdica, opisao ga "prekrasnim i evokativnim" i pohvalio ga kao jedan od najboljih albuma iz 1990-ih. U retrospekciji karijera Spin je 2007. godine također albumu dao pet od pet zvjezdica. Godine 2011. Slant Magazine postavio je album na prvo mjesto svojeg popisa najboljih albuma 1990-ih. Prema riječima Tiny Mix Tapesa Homogenic je "jedan od najrevolucionarnijih albuma svih vremena, album koji je uvjerljivo natjerao bezbrojna srca da se vinu u nebo."

## Zasluge
| Björk - Björk – vokali, klavijature, aranžman, programiranje, produkcija Dodatni glazbenici - Alasdair Alloy – staklena harmonika - Vaughan Armon – violina - Mark Bell – klavijature, programiranje, produkcija, programiranje bubnjeva - Sigurbjorn Bernhardsson – violina - Mark Berrow – violina - Mike Brittain – bas-gitara - Jeffrey Bryant – rog - Roger Chase – viola - Ben Cruft – violina - Sigrun Edvaldsdottir – violina - Paul Gardhaim – kontrabas - Roger Garland – violina - Wilfred Gibson – violina - Sigurdur Bjarki Gunnarsson – violončelo - Hrund Hardardottir – viola - Bill Hawkes – viola - Steve Henderson – timbales, timpani - Paul Kegg – violončelo - Yasuhiro Kobayashi – harmonika - Peter Lale – viola - Chris Laurence – kontrabas - Helen Liebmann – violončelo - Martin Loveday – violončelo - Alasdair Malloy – staklena harmonika - Perry Mason – violina - Jim McLeod – violina - Perry Montague-Mason – violina - Trevor Morais – bubnjevi, elektronički bubnjevi - Jon R. Ornolfsson – violončelo - Peter Oxer – violina - Paul Pritchard – kontrabas - Maciej Rakowski – violina - Frank Ricotti – snare bubnjevi - George Robertson – viola - Guy Sigsworth – klavikord, klavijature, orgulje, produkcija - Moeidur Anna Sigurdardottir – viola - Una Sveinbjarnardottir – violina - Mike Thompson – rog - Sif Tulinius – violina - John Tunnell – violončelo - Helen Tunstall – harfa - Gavyn Wright – violina | Ostalo osoblje - Howie B – programiranje, produkcija, miksanje - Danny Joe Brown Band – programiranje, asistencija pri miksanju - Richard Brown – programiranje - Kirsten Cowie – asistentica pri miksanju - Eumir Deodato – aranžman, orkestracija, transkripcija - Marius de Vries – programiranje - Markus Dravs – programiranje, produkcija, tonski snimatelj, programiranje bubnjeva - Katy England – stilistica - Jason Groucott – asistent pri miksanju - Nick Knight – fotografija - James Loughrey – asistent pri miksanju - Alexander McQueen – umjetnički direktor - Sie Medway-Smith – asistent pri miksanju - Rob Murphy – asistent pri miksanju - Russel Polden – asistent pri miksanju - Steve Price – tonski snimatelj - Tony Stanton – kopirač - Mark "Spike" Stent – miksanje - Rebecca Storey – asistent pri miksanju - Paul Walton – asistent pri miksanju - Jason Westbrook – asistent pri miksanju |